# Beveren (Waregem)
Beveren (officieus: Beveren-Leie) is een dorp in de Belgische provincie West-Vlaanderen en een deelgemeente van de stad Waregem. Beveren ligt langs de Leie. Door toenemende verstedelijking is de kern naar die van Desselgem toegegroeid.

## Geschiedenis
De naam zou van voor-Germaanse origine zijn: de oorspronkelijke naam "Brebona" zou roodbruin water betekenen, hetgeen naar de kleur van het beekje verwijst waar Beveren is ontstaan.
Op het grondgebied werden diverse prehistorische en Gallo-Romeinse vondsten opgegraven, zoals 800 bronzen Gallo-Romeinse munten uit ongeveer 260 na Christus die in 1937 werden gevonden. In 964 komt de plaats voor in een oorkonde van de Franse koning Lotharius, de geschiedenis is vanaf dan te volgen in de archieven van de Gentse Sint-Pietersabdij.
De heren van Beveren zijn de bewoners van hofstede Te Beaulieu. In de 13e eeuw werd Boudewijn van Beveren genoemd als heer, welke iets na 1260 overleed. Na de familie Van Beveren kwam het bezit aan Van Avelgem en Van Steenhuuse. In 1382 kwam het door huwelijk aan de familie Van Gistel. In 1480 kwam de familie Van Brugge aan de macht en einde 15e eeuw kwam de heerlijkheid aan de familie Van Gruuthuse. In 1594 werd de heerlijkheid wegens geldgebrek verkocht aan Maximilien d'Oignies, graaf van Beaupaire. In 1616 kwam Beveren aan Michiel Neerijnc, die heer was van 1618 tot 1656. Diens zoon moest de heerlijkheid alweer verkopen en Alexander Goubau was de koper. Tot diep in de 18e eeuw zou de familie Gobou eigenaar blijven. In 1781 werd Petrus Philippus Brouckhoven de Bergeijck, schoonzoon van Johanna-Theresia Goubau, de laatste heer van Beveren. Hij verkocht het goed in 1804 aan Franciscus Basijn. Die wel grootgrondbezitter werd maar geen gerechtelijke heerlijke rechten meer mocht uitoefenen. 
De gemeente was eeuwenlang een landbouwgemeente, waar ook wat huisnijverheid, spinnen en weven, voorkwam. Na de crisis van de 19de eeuw kwam toen ook hier de vlasnijverheid op gang. Er verschenen vlasroterijen en zwingelarijen en in 1891 kwam er een steenfabriek. In 1925 opende Depoortere een fabriek waar vlasmachines werden vervaardigd. Ook na de Eerste Wereldoorlog verschenen er een aantal weverijen, terwijl er een groot aantal vlasfabriekjes bestonden. Na 1950 verdween de vlasnijverheid geleidelijk, maar daarvoor in de plaats kwamen tal van industriebedrijven. Tegenwoordig is het dorp uitgegroeid tot een nijverheidsgemeente met een compacte drukke bebouwing.
Tot 1977 was de gemeente zelfstandig, tot bij de gemeentelijke herindeling op 1 april 1977 de gemeente samen met Desselgem en Sint-Eloois-Vijve fusioneerden met Waregem.

## Demografische ontwikkeling
- Bronnen:NIS, Opm:1831 tot en met 1970=volkstellingen; 1976 = inwoneraantal op 31 december

## Bezienswaardigheden
- De Sint-Jan Baptistkerk
- Het Kerhof van Beveren, op de plaats van de oude Sint-Jan Baptistkerk.
- Voormalig gemeentehuis, van 1955
- Een standbeeld door Willem Vermandere, genaamd De Bouwer, van 1987, geschonken door een bouwfirma

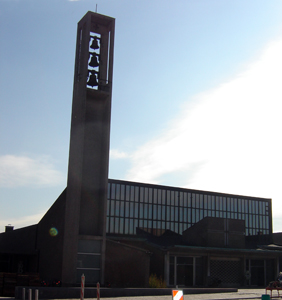
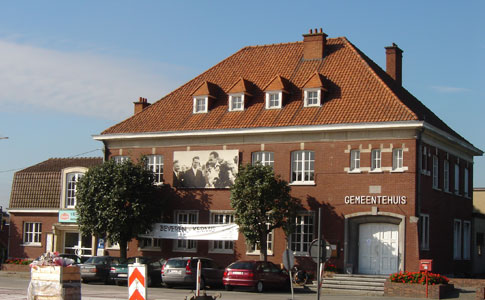
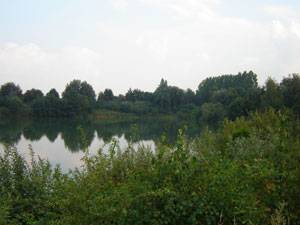
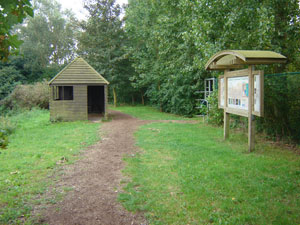

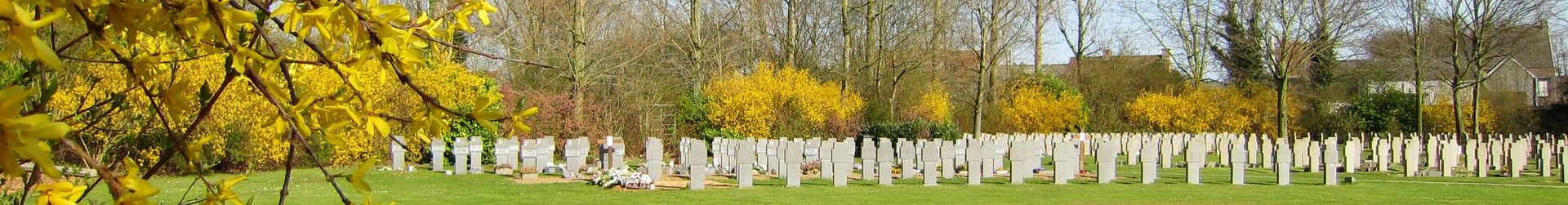
Het kerkhof van Beveren-Leie

- De kutskapel

## Natuur en landschap
Beveren ligt aan de Leie op een hoogte van 10-20 meter. Beveren is sterk verstedelijkt. Het natuurreservaat de Zavelput is een natuurgebied in Beveren net als de oude Leiearm die bereikbaar is vanuit Beveren-leie via een fiets- en wandelbrug over de rivier de Leie.

## Burgemeesters
Een overzicht van de burgemeesters van Beveren-Leie tot aan de fusie van 1977:
- 1796-1797 : Jacobus Anthonius Bouckaert
- 1798-1819 : Jan Eugeen de Brabandere
- 1820-1822 : Antonius-Josephus Deconinck
- 1822-1831 : Franciscus Terrijn
- 1832-1835 : Joseph Vervaeke
- 1836-1854 : Jan Baptist De Brabandere
- 1855-1857 : Joseph Vervaeke
- 1858-1870 : Felix Van Rijsselberghe
- 1871-1884 : Ernest Van Rijsselberghe
- 1885-1891 : Ivo Vantomme
- 1891-1895 : Jules Coussement (waarnemend)
- 1895-1921 : Jules Coussement
- 1921-1938 : Odilon Coussement
- 1939-1941 : Theofiel Callens
- 1942-1944 : Aloïs Bijttebier
- 1945-1946 : Theofiel Callens
- 1947-1970 : Jules Callens
- 1971-1976 : Frans Christiaens

## Geboren in Beveren-Leie
- André Gerard Christiaens (1905-1989)
- Patrick Lateur, (Vlaams dichter) (1949)
- Leonard Lodewijk De Bo (27 september 1826, Beveren-Leie - 25 augustus 1885, Poperinge)
- Jan Schotte, kardinaal (29 april 1928, Beveren-Leie - 10 januari 2005, Rome)
- Victor Vercouillie, wielrenner (2 november 2002)

## Bekende persoon uit Beveren-Leie
- Carine Viaene, zangeres en dirigente

## Nabijgelegen kernen
Desselgem, Harelbeke, Deerlijk, Bavikhove

## Trivia
Sint-Jan-Baptist is de patroonheilige van Beveren.
Deelgemeenten: Beveren · Desselgem · Sint-Eloois-Vijve · Waregem

Overige plaatsen: Biest · Gaverke · Nieuwenhove

Belgische gemeenten · Arrondissement Kortrijk · West-Vlaanderen · Vlaanderen